# Bolet d'esca (grup de bolets)
Els bolets d'esca són bolets massissos que tenen la consistència del suro o de la fusta. Tots són perennes i anualment formen una capa de tubs que se superposa a la de l’any anterior

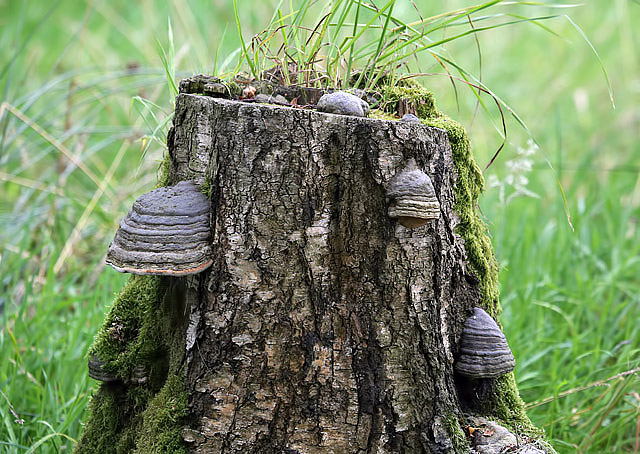
Bolet d'esca (Fomes fomentarius)

Primordialment són fongs descomponedors (poden ser paràsits i causar la mort de l'hoste) que creixen sobre substrats llenyosos (branques, troncs, soques o arrels), on produeixen un podriment fúngic, sovint bru.
En fases juvenils, tots els bolets d’esca tenen aspecte de crosta i un bon nombre resta així en la fase adulta. En aquest cas els anomenem crostes d’esca. Els bolets d'esca adults solen tenir forma de peülla o unglot (bolets d’esca vers) o de ventall (ventalls d’esca), i acostumen a tenir una mida gran a molt gran. Tots ells resten durant mesos sobre el substrat sense perdre el seu aspecte ni la consistència. A diferència dels bolets d'esca, que són bolets perennes i en el revers presenten una capa de tubs per any de vida, els bolets de soca són bolets anuals, per la qual cosa només disposen d’una capa de tubs.
Diverses espècies de bolets d'esca han estat emprades tradicionalment per elaborar l’esca o com a medicinals. La carn és gairebé sempre bruna (en el gènere Fomitopsis és groguenca en les zones joves)

## Grups de bolets d'esca
Es diferencien tres grans grups de bolets d'esca: 

### Bolets d'esca vers
Grup molt extens, les espècies de bolets d'esca vers més corrents són:
- Fomes fomentarius, bolet d’esca
- Fomitopsis pinicola, bolet d’esca marginat, bolet d'esca amb vora
- Phellinus pomaceus, bolet d’esca dels fruiters
- Porodaedalea pini, bolet d’esca de pi
- Fomitiporia rosmarini, bolet d’esca de romaní
- Fomitoporia robusta, bolet d’esca de roure
- Phellinus igniarius, bolet d’esca de salze
- Fomitopsis officinalis, bolet d’esca de làrix
- Ganoderma lucidum, pipa, bolet d'esca lacat

### Crostes d'esca
Les espècies de crostes d'esca més corrents són:
- Szczepkamyces campestris, crosta d’esca d’alzina
- Perenniporia rosmarini, crosta d’esca de romaní
- Fomitiporia punctata, crosta d’esca encoixinada
- Fuscoporia ferruginosa, crosta d’esca rovellada
- Fuscoporia contigua, crosta d’esca de porus fins
- Perenniporia medulla-panis, crosta d’esca de molla de pa

### Ventalls d'esca
Les espècies de ventalls d'esca més corrents són:
- Ventalls de carn clara:
  - Cerrena unicolor, ventall d’esca de molsa
  - Oxyporus populinus, ventall d’esca de pollancre
  - Daedalea quercina, ventall d’esca de roure
  - Heterobasidion annosum, ventall d’esca de vora blanca o ventall d’esca de les arrels
- Ventalls de carn bruna:
  - Ganoderma applanatum, ventall d’esca aplanat
  - Fuscoporia torulosa, ventall d’esca d’alzina
  - Gloeophyllum abietinum, ventall d’esca d’avet
  - Ganoderma adspersum, ventall d’esca engruixit
  - Gloeophyllum sepiarium, ventall d’esca de les tanques